# Thanjavur
Thanjavur (Tamil: தஞ்சாவூர் Tañcāvūr [ˈt̪aɲd͡ʒaːʋuːr]), früher anglisiert Tanjore, ist eine Stadt im südindischen Bundesstaat Tamil Nadu. Die damalige Municipality Thanjavur hatte beim Zensus 2011 etwa 223.000 Einwohner. Sie liegt im Mündungsdelta des Kaveri-Flusses, rund 320 Kilometer südlich von Chennai. Thanjavur war von 9. bis zum 11. Jahrhundert die Hauptstadt des Chola-Reiches, des bedeutendsten mittelalterlichen Königreiches in Südindien. Später herrschten in Thanjavur die Nayaks (1535–1673) und die Marathen (1674–1855). Heute ist die Stadt Verwaltungssitz des Distrikts Thanjavur und Standort der Tamil University. Hauptsehenswürdigkeit Thanjavurs ist der monumentale Brihadishvara-Tempel, der 1010 auf dem Höhepunkt der Macht der Chola-Dynastie entstand.
Seit dem 18. Februar 2014 ist Thanjavur eine Municipal Corporation. Sie ist in 51 Wards gegliedert. Das Stadtgebiet wurde auf 36,31 km² vergrößert und beherbergt etwa 500.000 Menschen.

## Geografie
Thanjavur liegt im fruchtbaren Kaveri-Deltas in Zentral-Tamil-Nadu rund 320 Kilometer südlich von Chennai (Madras), der Hauptstadt des Bundesstaates, und 56 Kilometer östlich von Tiruchirappalli (Trichy). Durch Thanjavur fließen der Grand Anicut Canal sowie die Kaveri-Mündungsarme Vadavar und Vennar. Die Stadt ist Verwaltungssitz des Distrikts Thanjavur und Zentrum der Region Chola Nadu, dem historischen Kernland der Chola-Dynastie.
Die Altstadt von Thanjavur liegt nördlich des Grand Anicut Canal. Ihre Form entspricht einem unregelmäßigen Kreis mit rund einem Kilometer Durchmesser. Ursprünglich war sie von einer Befestigungsanlage umgeben, die aber nicht mehr existiert. Südwestlich der Altstadt liegt der ebenfalls ummauerte Tempelbezirk mit dem Brihadishvara-Tempel.

## Geschichte

### Chola-Zeit

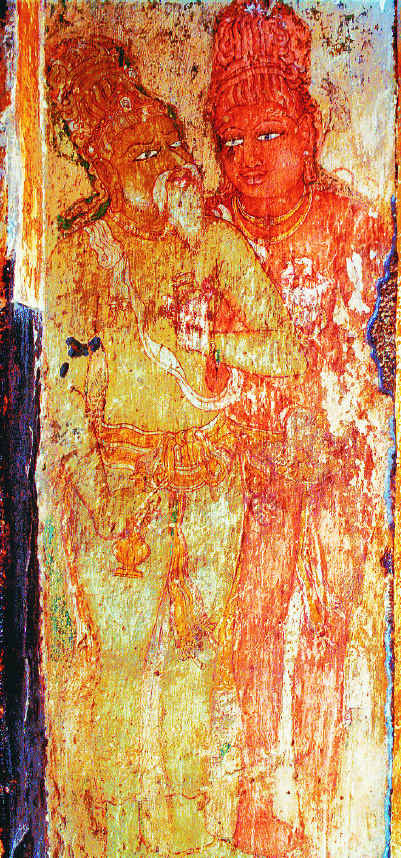
Wandmalerei im Brihadishvara-Tempel, die Rajaraj I. und seinen Guru Karuvurar zeigt

Thanjavur war zwischen dem 9. und 11. Jahrhundert die Hauptstadt des Chola-Reiches, des bedeutendsten südindischen Königreiches jener Zeit. Um 850 eroberte der Chola-König Vijayalaya Thanjavur und gründete in der Stadt einen Tempel für die Göttin Nishumbhasudini (Durga). Damit legte er den Grundstein für den Aufstieg des Chola-Reiches zu einer Großmacht. Unter Rajaraja I. (reg. 985–1014) und Rajendra I. (1014–44) erreichten die Chola den Höhepunkt ihrer Macht und kontrollierten ganz Südindien und Sri Lanka. Rajaraja galt als Förderer der Kunst und ließ in Thanjavur den monumentalen Brihadishvara-Tempel (1010 fertiggestellt) als Zeichen seiner imperialen Macht erbauen. Nachdem Rajarajas Sohn Rajendra die Hauptstadt des Chola-Reiches in das neugegründete Gangaikonda Cholapuram verlegt hatte, verlor Thanjavur aber wieder an Bedeutung.

### Nayaks und Marathen
Nach dem Niedergang des Chola-Reiches kam Thanjavur im 13. Jahrhundert unter die Herrschaft zunächst der Hoysala von Dorasamudra und dann der in Madurai residierenden Pandya-Könige. Nachdem Anfang des 14. Jahrhunderts Malik Kafur, ein Feldherr des muslimischen Sultanats von Delhi, in einem Feldzug nach Südindien die Pandyas besiegt und das kurzlebige Sultanat von Madurai gegründet hatte, kam Thanjavur wie ganz Südindien gegen Ende des 14. Jahrhunderts unter die Herrschaft des Vijayanagar-Reichs. Der Vijayanagar-König Achyuta Raya setzte 1535 in Thanjavur einen Militärstatthalter (Nayak) ein. Die Nayaks von Thanjavur regierten die Region de facto als selbstständiges Königreich, obwohl sie Vijayanagar auch nach dessen Niederlage gegen die vereinten Dekkan-Sultanate in der Schlacht von Talikota im Jahre 1565 nominell treu blieben.
In den Machtkämpfen der Nachfolgereiche Vijayanagars besiegte Chokkanatha, der Nayak von Madurai, 1673 Vijaya Raghava, den letzten Nayak von Thanjavur und eroberte die Stadt. Ein Sohn Vijaya Raghavas konnte aber fliehen und bat den Sultan von Bijapur um Unterstützung. Dieser sandte den Marathen-General Venkaji, einen Halbbruder des berühmten Shivaji, die Nayaks von Madurai wieder aus Thanjavur zu vertreiben. Venkaji konnte Thanjavur 1674 erobern, usurpierte aber die Herrschaft und begründete die Marathen-Dynastie der Rajas von Thanjavur, die bis zum Ende des 18. Jahrhunderts die Region des Kaveri-Deltas beherrschen sollten.

### Kolonialzeit und Unabhängigkeit

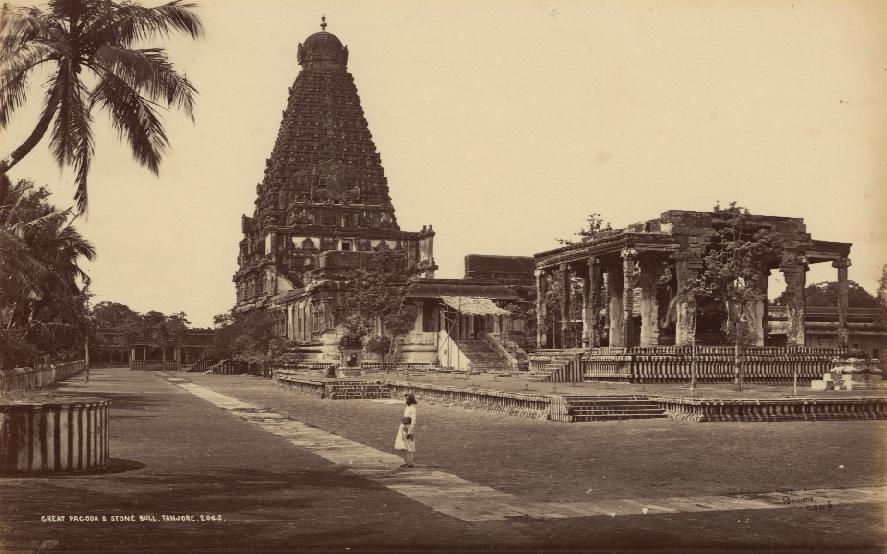
Samuel Bourne: Great Pagoda and Stone Bull, Tanjore, 1860er Jahre

Im 18. Jahrhundert wurde Thanjavur in die Auseinandersetzungen zwischen den europäischen Kolonialmächten hineingezogen. In den Karnatischen Kriegen, in denen die Briten und die Franzosen um die Vorherrschaft in Indien rangen, verbündete sich der Raja von Thanjavur mit den Briten und den Nawabs von Arcot gegen die Franzosen, die mit Mysore verbündet waren. 1749 und 1758 belagerten französische Truppen erfolglos Thanjavur. 1773 besetzten die Briten die Stadt, weil der Raja Tullasu Rasa mit seinen Tributzahlungen an den Nawab von Arcot, Muhammad Ali Khan Wallajah in Verzug geraten war, drei Jahre später setzten sie den Raja von Thanjavur aber wieder ein. Tullasu Rasu stand in engem Kontakt mit der Dänisch-Halleschen Mission, deren Missionsarzt und Apotheker Johann Gerhard König 1775 von ihm unterstützt wurde.
1799 trat Raja Serfoji II. seine Besitzungen mit Ausnahme der Hauptstadt Thanjavur an die Briten ab. Die Marathenkönige hielten weiterhin in Thanjavur Residenz, bis Serfojis einziger Sohn Shivaji II. 1855 ohne Erben starb. Nach der Doctrine of Lapse annektierten die Briten nun Thanjavur und gliederten es in Britisch-Indien ein.
Nach der indischen Unabhängigkeit 1947 kam Thanjavur zum Bundesstaat Madras, der 1969 in Tamil Nadu umbenannt wurde.

## Bevölkerung

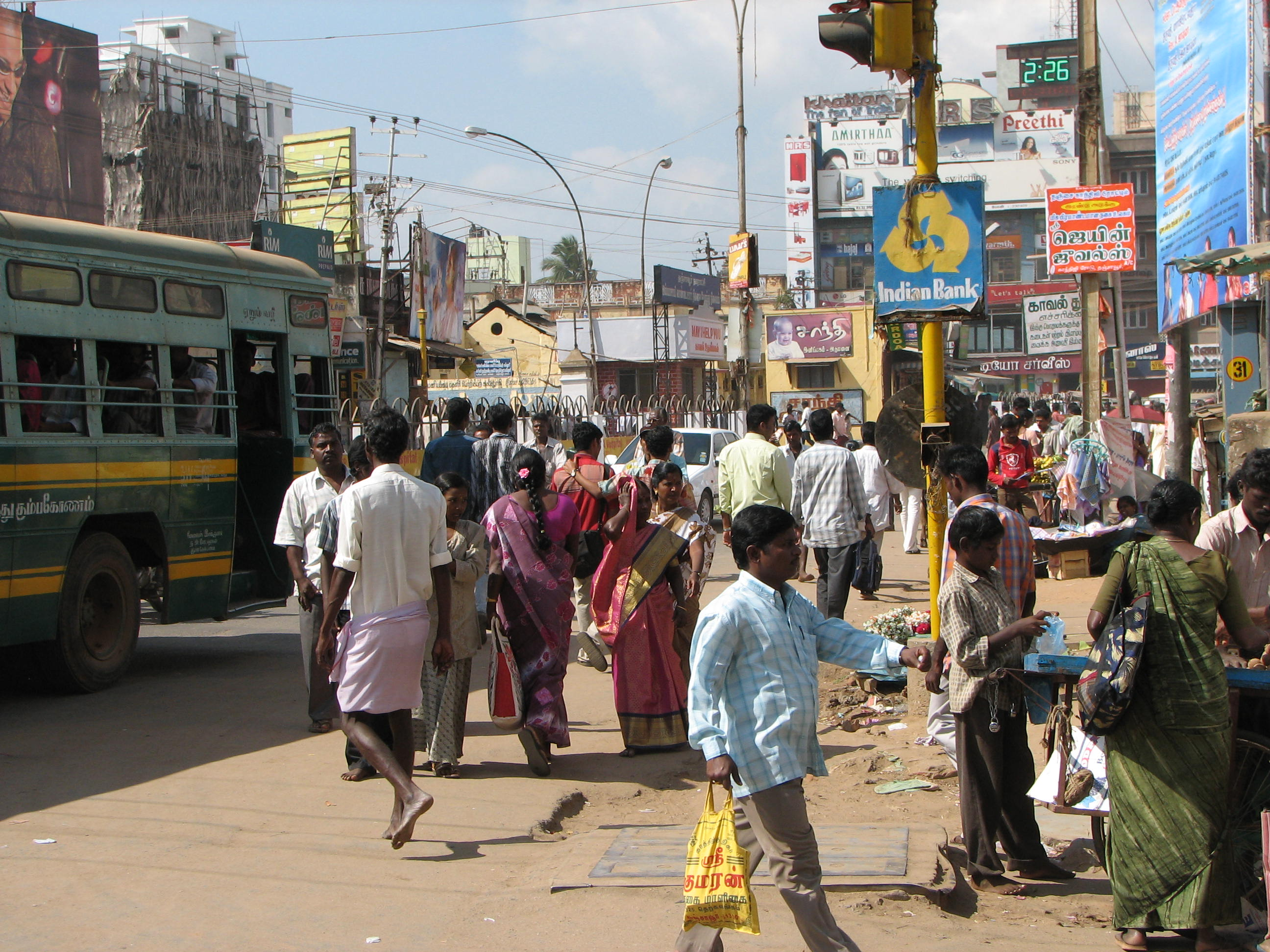
Straßenszene in Thanjavur

Nach der Volkszählung 2011 hat Thanjavur 222.619 Einwohner in der eigentlichen Stadt und 290.724 in der Agglomeration. Damit ist Thanjavur die dreizehntgrößte Stadt Tamil Nadus.
Wie überall in Tamil Nadu ist die Hauptsprache in Thanjavur das Tamil. Nach der Volkszählung 2001 wird es von 94 Prozent der Stadtbevölkerung als Muttersprache gesprochen. Daneben gibt es kleinere sprachliche Minderheiten: Wie in anderen Orten Tamil Nadus leben in Thanjavur seit der Vijayanagar-Zeit Telugu sprechende Kasten. Außerdem wird in Thanjavur von Angehörigen der Weberkaste der Patnulkarar das eng mit der nordwestindischen Sprache Gujarati verwandte Saurashtri gesprochen. Telugu- und Saurashtri-Sprecher machen jeweils 2 Prozent der Bevölkerung der Stadt aus. Unter einem Teil der muslimischen Bevölkerung Thanjavurs ist Urdu (1 Prozent) verbreitet. Während der Herrschaftszeit der Marathen-Könige wanderten Marathi-Sprecher nach Thanjavur ein, die zahlreiche kulturelle Einflüsse hinterließen. Heute ist die Anzahl der Marathi-Sprecher aber auf weniger als 1.000 Menschen (0,4 Prozent der Stadtbevölkerung) zusammengeschrumpft.
Unter den Einwohnern Thanjavurs stellen nach der Volkszählung 2011 Hindus mit 83 Prozent die Mehrheit. Daneben gibt es Minderheiten von Christen (9 Prozent) und Muslimen (8 Prozent). Thanjavur ist Sitz des römisch-katholischen Bistums Tanjore.

## Kultur und Sehenswürdigkeiten

### Sehenswürdigkeiten

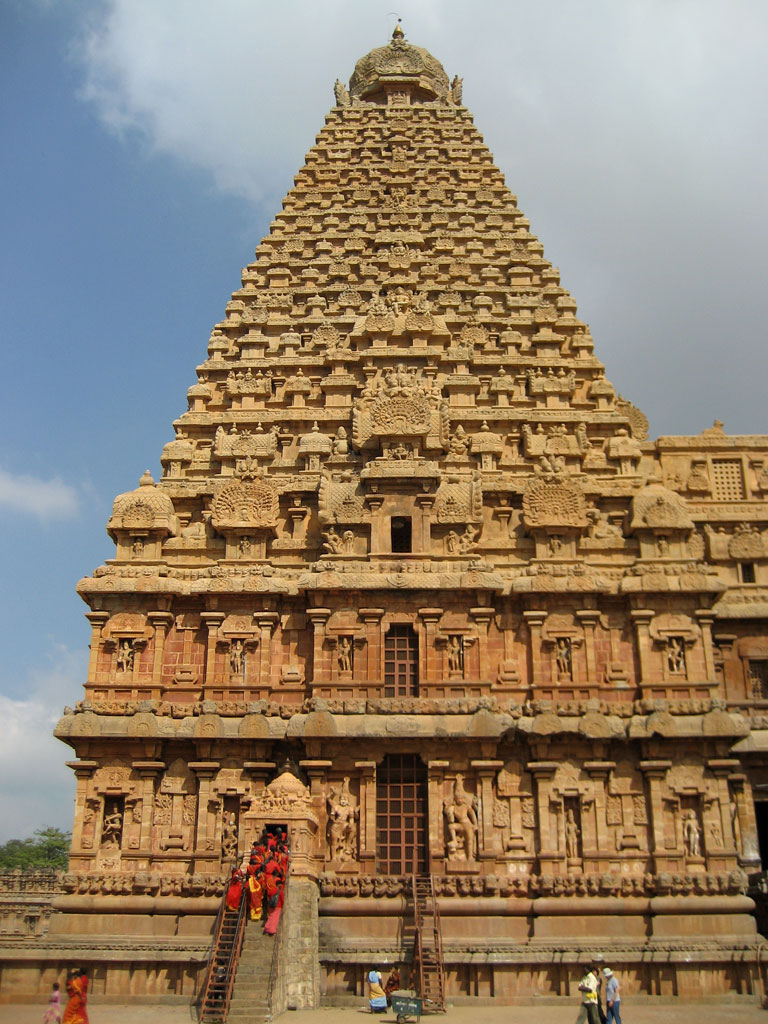
Vimana des Brihadishvara-Tempels

Thanjavur ist berühmt für den Gott Shiva gewidmeten Brihadishvara-Tempel, der zwischen 1003 und 1010 unter dem Chola-König Rajaraja I. erbaut wurde. Das monumentale Bauwerk gilt als Höhepunkt der mittelalterlichen hinduistischen Tempelbaukunst im südindischen Dravida-Stil und gehört seit 1987 als einer von drei „großen Tempel der Chola-Dynastie“ zum Weltkulturerbe der UNESCO.
Die Anlage des Brihadishvara-Tempels folgt einem streng achsensymmetrischen Plan. Eine äußere Umfassungsmauer schließt das 240 mal 120 Meter große rechteckigen Tempelgelände ein. Im Zentrum des von Kolonnaden gesäumten Innenhofes steht der eigentliche Tempel, bestehend aus dem Allerheiligsten (Garbhagriha), in dem sich ein 3,5 Meter hoher Linga befindet, und zwei vorgelagerten Säulenhallen (Ardhamandapa und Mahamandapa). Über dem Garbhagriha erhebt sich ein 61 Meter hoher Vimana (Tempelturm). Gegenüber dem Heiligtum steht eine monolithische Nandi-Statue, die drittgrößte Indiens. Außer dem Hauptheiligtum befinden sich auf den Tempelgelände Nebenschreine für Shivas Söhne Ganesha und Subrahmanya sowie seine Gefährtin Parvati. Das Eingangstor wird von einem Gopuram (Torturm) gekrönt, das im Gegensatz zu späteren dravidischen Tempelbauten an Größe und Pracht dem Vimana nachgestellt ist.
Der Palast von Thanjavur entstand im 16. Jahrhundert unter den Nayaks und wurde später von den Marathen-Herrschern erweitert. Der weitläufige Palastkomplex besteht aus zahlreichen Gebäudeteilen und ist mittlerweile in großen Teilen baufällig. Sehenswert sind die Audienzhalle (Durbar Hall) und der knapp 60 Meter hohe Turm. Der Palast beherbergt eine Kunstgalerie und die Saraswati-Mahal-Bibliothek. Diese besitzt eine große Sammlung wertvoller Palmblatt-Manuskripte, die mehrheitlich in Sanskrit verfasst sind.
Vor allem dank des Brihadishvara-Tempels gehört Thanjavur zu den wichtigsten Attraktionen Tamil Nadus für in- und ausländische Touristen. Im Jahr 2011 verzeichnete die Stadt 5,7 Millionen Besucher.

### Kunst und Kultur

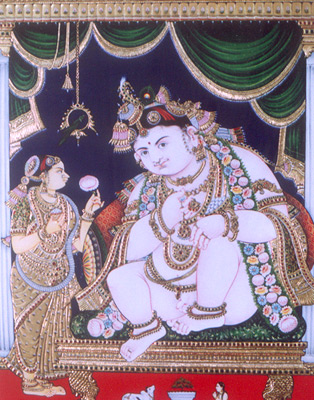
Tanjore-Malerei mit Darstellung Balakrishnas

Als Sitz mehrerer Herrscherdynastien war Thanjavur über Jahrhunderte ein Zentrum von Kunst und Kultur in Tamil Nadu. Bereits die Chola-Könige förderten Musik und Tanz. Seit dem Untergang des Vijayanagar-Reiches bis Ende des 19. Jahrhunderts war Thanjavur das Zentrum der klassischen südindischen Musik. Während der Nayak-Herrschaft in Thanjavur (1535–1673) gelangte die südindische Laute Vina an den Hof, wurde hier zu ihrer heutigen Form entwickelt und diente als Grundlage für die südindische theoretische Klassifizierung der Ragas. Der Marathen-Raja Serfoji II (regierte 1798–1832) war einer der größten Förderer der Künste. Er soll 360 Musiker an seinem Hof beschäftigt haben. Jeder hätte einmal im Jahr vorsingen dürfen und sich entsprechend intensiv auf seinem Auftritt beim Herrscher vorbereitet. Ein großer Teil der bedeutendsten südindischen Musiker, darunter Tyagaraja (1767–1847), lebte in Thanjavur und Umgebung oder war durch Familien, Lehrer oder Nachfolger mit dem Herrscherhaus verbunden.
Neben der Musik förderten die Nayak- und Marathen-Herrscher auch die Miniaturmalerei. Unter diesen Voraussetzungen entwickelte sich im Thanjavur im 18. Jahrhundert ein besonderer Stil, der als Tanjore-Malerei bekannt ist. Bei den Tanjore-Malereien handelt es sich um Tafelbilder auf solider Holzunterlage, die sich durch die Einarbeitung von Materialien wie Glas, Perlen, Halbedel- und Edelsteinen sowie Blattgold auszeichnet. Die Motive stammen aus der hinduistischen, meist vishnuitischen Götterwelt. Besonders gerne wird Krishna in seiner Gestalt als Balakrishna (Kind Krishna) dargestellt.

## Verkehr
Durch Thanjavur führt der National Highway 67 von Gundlupet in Karnataka über Coimbatore und Tiruchirappalli nach Nagapattinam. Ferner ist die Stadt Ausgangspunkt des National Highway 226 nach Manamadurai bei Sivaganga und des National Highway 45C nach Vikravandi bei Viluppuram. Es bestehen zahlreiche Busverbindungen in alle wichtigen Städte Tamil Nadus. Der Bahnhof von Thanjavur (Thanjavur Junction) liegt an der Bahnstrecke Chennai-Tiruchirappalli. Außerdem zweigt hier eine Nebenstrecke über Tiruvarur nach Nagapattinam ab. Der nächste Flughafen befindet sich in Tiruchirappalli.

## Persönlichkeiten
- Murali Karthikeyan (* 1999), Radrennfahrer